# روي كلايد كلارك
روي كلايد كلارك (بالإنجليزية: Roy Clyde Clark)‏ هو عالم عقيدة أمريكي، ولد في 24 يوليو 1920 في موبيل في الولايات المتحدة، وتوفي في 27 مايو 2014 في ناشفيل في الولايات المتحدة.